# اسکریوری
اسکریوری (به لاتین: Skrīveri) یک روستا در لتونی است که در شهرداری اسکریوری واقع شده‌است. اسکریوری ۲٬۸۷۹ نفر جمعیت دارد.